# Hannes Friedrich
Hannes Friedrich (* 21. April 1940) ist ein deutscher Medizinsoziologe.

## Leben
Das Studium (1960–1968) der Soziologie, Pädagogik, Psychologie und Philosophie an den Universitäten Frankfurt am Main und Göttingen schloss er 1970 mit der Promotion zum Dr. phil. in Soziologie, Pädagogik und Psychologie an der Universität Göttingen ab. Von 1975 bis 2005 lehrte er als Professor für Medizinische Soziologie an der Medizinischen Fakultät der Universität Göttingen. Seit 2005 wirkt er als Psychologischer Psychotherapeut, Psychoanalytiker, Supervisor, Kontroll- und Lehranalytiker und Balintgruppenleiter eigener Praxis.

## Schriften (Auswahl)
- In deutscher Fremde. Zur Lage unserer Gastarbeiter. Reinbek bei Hamburg 1982, ISBN 3-499-17216-X.
- Krebs und seine psychischen und sozialen Folgen. Formen der Hilfestellung, Beratung und Therapie. Stuttgart 1996, ISBN 3-13-103931-0.
- mit Karl-Heinz Henze und Susanne Stemann-Acheampong: Eine unmögliche Entscheidung. Pränataldiagnostik: ihre psychosozialen Voraussetzungen und Folgen. Berlin 1998, ISBN 3-86135-274-5.
- Technikmacht und Todesfurcht. Zum Beruf und Selbstverständnis von Onkologen. Berlin 2008, ISBN 3-86135-229-X.